# Папугоподібні
Папугоподібні (Psittaciformes) — ряд птахів. Нараховує 393 види, що належать до 92 родів, об'єднаних у три підродини. Мешкають головним чином в тропічних та субтропічних регіонах, найбільше їх різноманіття спостерігається в Південній Америці і Австралії. Відомі із міоцену.

## Вигляд і характерні ознаки ряду папугоподібних

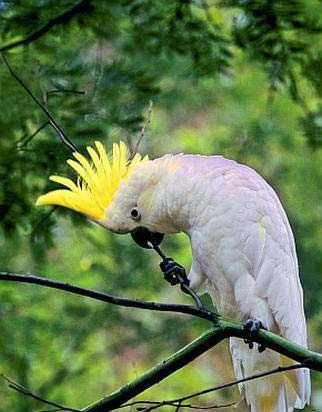
Cacatua galerita

Довжина від 9,5 см до 1 м. Більшість папуг дуже яскраво забарвлені, причому переважаючим кольором зазвичай є яскравий трав'янисто-зелений. Особливо характерно, що яскраво забарвлені ділянки різко відмежовані одне від іншого, і відтінки їх часто бувають доповнюючими кольорами спектру (зелений і пурпуровий, блакитно-фіолетовий і світло-жовтий тощо). Молоді папуги зазвичай забарвлені однаково.
Найхарактернішою ознакою ряду є дзьоб. Висота дзьоба при основі більше ніж удвічі перевершує його ширину, а іноді перевершує і довжину. Сильно зігнутий наддзьобок, поєднаний з черепом рухливо, з гострим хребтом і короткою восковицею при основі, схожою на восковицю хижих птахів. Бічні краї наддзьобку зазвичай із тупим, сильним зубоподібним виступом з тієї та іншої сторони, яким відповідають дві глибоких виїмки на краях піддзьобку. Піддзьобок коротко скошений і широкий. Папуги можуть довбати дзьобом дуже тверді плоди, при лазінні чіпляються ним за гілки. Ноги досить короткі, товсті, оперені до п'ят. Перший та четвертий пальці на лапах повернені назад, так що папуги не тільки добре охоплюють лапами гілки, але можуть підносити лапою їжу до дзьоба. Кігті сильно зігнуті, але досить слабкі. Дуже коротке плесно покрито лусочками, розташованими сіткоподібно. Крила великі, загострені; махових пір'їн, з міцними стрижнями і широкими опахалами, зазвичай 20; хвіст складається з 12 пір'їн. Політ швидкий, але зазвичай на невелику відстань.
Череп папуг вирізняється своєю шириною; нижньощелепні кістки дуже високі і довгі, часто заходять за потилицю. Головний мозок відносно великий, для папуг характерні хороша пам'ять і здатність до звуконаслідування (добре розвинена голосова мускулатура). Язик короткий, товстий і м'ясистий, забезпечений іноді численними ниткоподібними сосочками на кінці. Куприкова залоза іноді відсутня. Хребці опістоцільного типу. Гребінь грудної кістки високий. Дужка слабко розвинена, часто зовсім відсутня. Ключиця коротка. Шлунок складається з двох відділів (залозистий і м'язовий). Жовчного міхура і сліпого придатка кишки немає. Підшлункова залоза — подвійна.
Голова у папуг велика з великим гачкоподібним дзьобом, подібним до дзьоба пернатих хижаків, але більш високим і товстим. Головна особливість дзьоба папуг полягає в тому, що він служить не тільки для добування та подрібнення їжі, але і використовується для пересування.

## Поширення

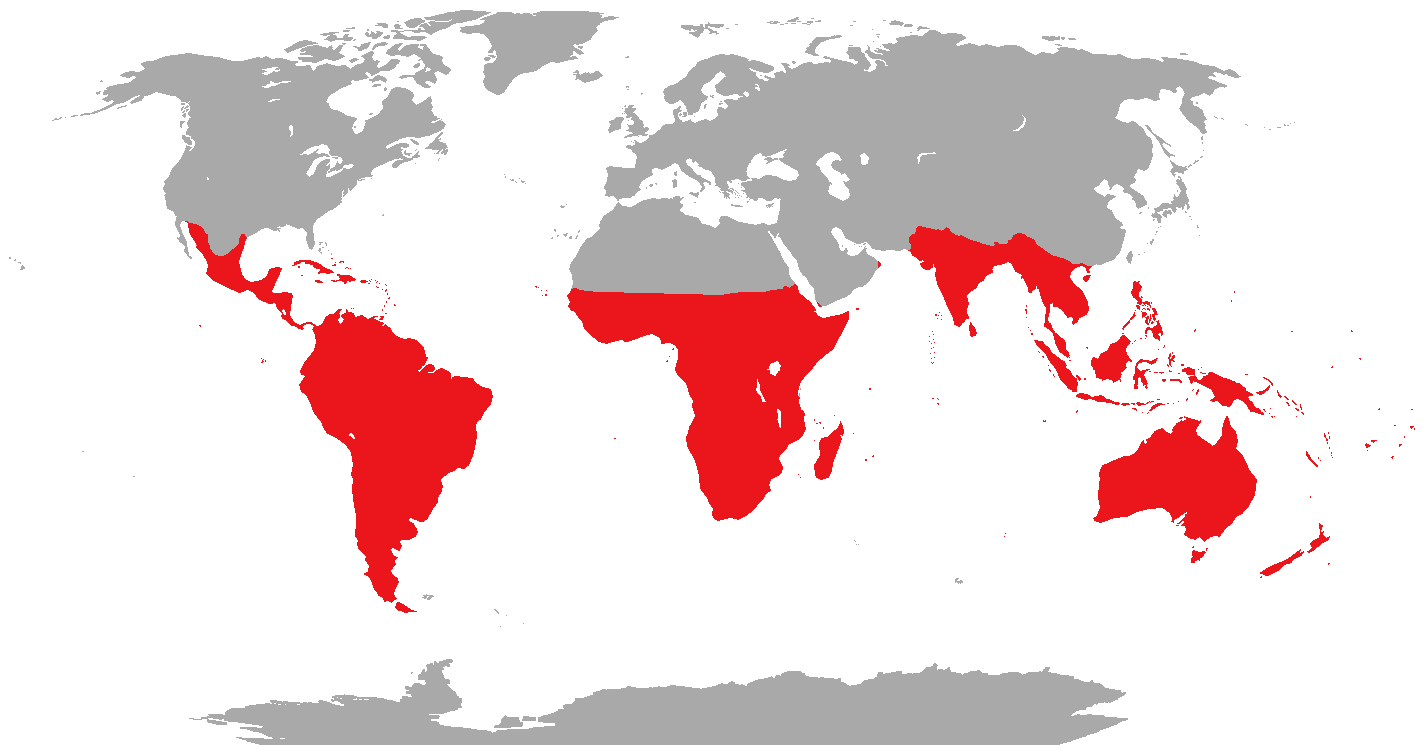
Поширення папугоподібних

Проживають у тропіках і субтропіках.

## Спосіб життя
Здебільшого живуть на деревах. Іноді на відкритих просторах. Небагато видів живуть в горах. Ведуть, здебільшого, зграйний спосіб життя.

## Походження
Різноманітність папугоподібних в Південній Америці та Австралії передбачає, що цей ряд птахів, можливо з'явився на континенті Гондвана з центром в Австралії. Брак папуг в літописі скам'янілостей, однак, створює труднощі в підтримці гіпотези.
Залишки фрагменту дзьоба (UCMP 143274) 15 мм (0,6 дюйма) у довжину, знайдений в Ленс Формування Крик у Ніобрара Каунті, штат Вайомінг, вважались, найстарішими викопними рештками папуги і імовірно, походить з пізнього крейдяного періоду. Вік знахідки близько 70 млн років. Інші дослідження показують, що це викопна частинка не птаха, а від теропод чи непташиних динозаврів із пташиним дзьобом.
У даний час прийнято вважати, що папугоподібні жили вже під час крейдового вимирання (K-Pg вимирання) близько 65 млн років тому.
В Європі знайдено перші безперечні скам'янілості папуг, які датуються близько 50 млн років тому. Клімат тоді був тропічним, відповідно до палеоцену-еоцену.
У 2019 році в Новій Зеландії знайдено найбільшого з видових на тепер папуг — Heracles inexpectatus, який мешкав у міоцені.

## Розмноження
Гніздяться в дуплах, термітниках, норах, деякі папуги гніздяться на землі, а Myiopsitta роблять на деревах великі колоніальні гнізда. Моногамні. У кладці від 1 до 12 яєць (здебільшого 2—5). Висиджує здебільшого самка. Пташенята з'являються на світ голими і сліпими, батьки їх годують відригуючи напівперетравлену їжу з вола.

## Утримання в домашніх умовах
На даний момент існує багато видів папуг яких тримають в неволі. Найпопулярніший вид для тримання в неволі хвилястий папуга.